# Dyscia nigerrima
Dyscia nigerrima là một loài bướm đêm trong họ Geometridae.